# Маркаров, Сурен Георгиевич
Сурен Георгиевич Маркаров (29 марта 1937, Москва — 23 ноября 2013, Москва) — советский ватерполист, трёхкратный чемпион СССР (1964—1966), серебряный призёр чемпионата Европы (1962). Мастер спорта СССР (1956). Заслуженный тренер РСФСР (1977). Награждён медалью «Адмирал Горшков» (2007).

## Биография
Сурен Маркаров родился 29 марта 1937 года в Москве. Начал заниматься водным поло в возрасте семнадцати лет в спортивном обществе «Спартак». Играл на позиции нападающего.
Выступал за московские клубы ЦСК МО (1957—1961) и ЦВСК ВМФ (1961—1967), в 1964—1966 годах становился чемпионом СССР. В 1962 году был включён в состав сборной СССР на чемпионате Европы в Лейпциге и завоевал серебряную медаль этих соревнований.
В 1967 году завершил свою спортивную карьеру. В 1967—1971 годах занимался тренерской деятельностью в Группе советских войск в Германии, работал в спортивной школе ЦСКА. В 1977—1981 годах входил в тренерский штаб клуба ЦСК ВМФ и сборной СССР. В дальнейшем был тренером мужского (1981—1986) и женского (1993—1999) клуба СКИФ.
Умер 23 ноября 2013 года в Москве. Похоронен на Щербинском кладбище.

## Образование
В 1958 году окончил ГЦОЛИФК им. И. В. Сталина.